# Rousserolle des Touamotou
Acrocephalus atyphus
Espèce
Statut de conservation UICN

 LC  : Préoccupation mineure
La Rousserolle des Tuamotu (Acrocephalus atyphus) ou Fauvette des Tuamotu, est une espèce d'oiseaux de la famille des Acrocephalidae.

## Répartition et sous-espèces
Cet oiseau est endémique de l'archipel des Tuamotu (Polynésie française).
Selon la classification de référence du Congrès ornithologique international (15.1, 2025) elle se répartit en six sous-espèces :
- A. a. atyphus (Wetmore, 1919) — atolls nord-ouest ;
- A. a. eremus (Wetmore, 1919) — Makatea ;
- A. a. niauensis (Murphy & Mathews, 1929) — Niau ;
- A. a. palmarum (Murphy & Mathews, 1929) — Anaa ;
- A. a. rava (Wetmore, 1919) — atolls du sud-est de l'archipel ;
- A. a. flavidus (Murphy & Mathews, 1929) — Napuka.

## L'animal et l'homme

### Nom local
Cet oiseau est connu des habitants sous le nom vernaculaire paumotu de kotiotio.